# Бардвел (Кентаки)
Бардвел (енгл. Bardwell) град је у америчкој савезној држави Кентаки.

## Демографија
По попису из 2010. године број становника је 723, што је 76 (-9,5%) становника мање него 2000. године.
| Група             | 2000.       | 2010.       |
| Белци             | 741 (92,7%) | 673 (93,1%) |
| Афроамериканци    | 24 (3,0%)   | 16 (2,2%)   |
| Азијати           | 0 (0,0%)    | 1 (0,1%)    |
| Хиспаноамериканци | 22 (2,8%)   | 24 (3,3%)   |
| Укупно            | 799         | 723         |